# 電荷泵鎖相迴路
電荷泵鎖相迴路（Charge-pump phase-locked loop）簡稱CP-PLL，是一種鉴相器適用於方波輸入信號的鎖相迴路。CP-PLL可以快速的鎖定到輸入信號的相位，可以達到很低的穩態相位誤差。

## 鉴相器（PFD）
鉴相器（PFD）是由參考信號（Ref）以及受控輸出（VCO）信號的下緣所觸發。PFD {\displaystyle i(t)}的輸出信號只有三個狀態：0, {\displaystyle +I_{p}},和{\displaystyle -I_{p}}。
參考信號的下緣會使PFD切換到較高的狀態，若PFD已經在{\displaystyle +I_{p}}就不會變動。
VCO信號的下緣會使PFD切換到較低的狀態，若PFD已經在{\displaystyle -I_{p}}就不會變動。
若二個信號的下緣同時出現，PFD會切換到0。

## CP-PLL的數學模型
第一個二階CP-PLL的數學模型是由佛洛依德·加德納在1980年提出的。M. van Paemel在1994年提出了不考慮VCO過載（overload）的非線性模型，N. Kuznetsov等人在2019年優化該模型。也有學者在推導考慮VCO過載的CP-PLL解析解數學模型。
CP-PLL的數學模型可以針對一些參數進行解析的預估，例如hold-in範圍（在VCO沒有過載的情形下，可能進行鎖相的輸入信號頻率範圍），及捕獲範圍（pull-in range，在CP-PLL任意初始狀態下，CP-PLL最終可以鎖相的輸入信號頻率範圍）。

### 二階CP-PLL的連續時間線性模型以及加德納的猜想
加德納的分析是以以下的近似為基礎：每個參考信號的周期內，PFD非零的時間區間為
{\displaystyle t_{p}=|\theta _{e}|/\omega _{\rm {ref}},\ \theta _{e}=\theta _{\rm {ref}}-\theta _{\rm {vco}}.}
CP-PLL的PDF平均輸出為 
{\displaystyle i_{d}=I_{p}\theta _{e}/2\pi }
對應的傳遞函數為
{\displaystyle I_{d}(s)=I_{p}\theta _{e}(s)/2\pi }
若用濾波器傳遞函數{\displaystyle F(s)=R+{\frac {1}{Cs}}}以及VCO傳遞函數{\displaystyle \theta _{\rm {vco}}(s)=K_{\rm {vco}}I_{d}(s)F(s)/s}，可以得到加德納的二階CP-PLL線性近似平均模型:
{\displaystyle {\frac {\theta _{e}(s)}{\theta _{\rm {ref}}(s)}}={\frac {2\pi s}{2\pi s+K_{\rm {vco}}I_{p}\left(R+{\frac {1}{Cs}}\right)}}.}
佛洛依德·加德納在1980年以上述的理解，提出了猜想：「實際電荷泵鎖相迴路的暫態響應，預期會和等效傳統PLL的暫態響應幾乎相同。」:1856（加德納對CP-PLL的猜想）。
依照加德納的結果，也類似Egan在type 2 APLL捕獲範圍的猜想，Amr M. Fahim在其書中猜想:6：為了要達到無限大的捕獲範圍，CP-PLL的迴路濾波器需要使用主動濾波器（Fahim-Egan在type II CP-PLL捕獲範圍的猜想）。

### 二階CP-PLL的連續時間非線性模型
為了簡化推導，但不失去通用性，假設VCO和參考信號在其相位為整數時為其下降緣。
令參考信號第一個下降緣的時間為{\displaystyle t=0}。 
PFD狀態{\displaystyle i(0)}會依PFD的初始狀態{\displaystyle i(0-)}，VCO的初始相位移{\displaystyle \theta _{vco}(0)}，以及參考信號{\displaystyle \theta _{ref}(0)}的值而不同。
若利用電阻和電容製作純PI（比例積分）的濾波器，其輸入電流{\displaystyle i(t)}和輸出電壓{\displaystyle v_{F}(t)}的關係為
{\displaystyle {\begin{aligned}v_{F}(t)=v_{c}(0)+Ri(t)+{\frac {1}{C}}\int \limits _{0}^{t}i(\tau )d\tau \end{aligned}}}
其中{\displaystyle R>0}是電阻，{\displaystyle C>0}是電感。
{\displaystyle v_{c}(t)}是電容器的電壓。
控制信號{\displaystyle v_{F}(t)}會調整VCO頻率：
{\displaystyle {\begin{aligned}{\dot {\theta }}_{vco}(t)=\omega _{vco}(t)=\omega _{vco}^{\text{free}}+K_{vco}v_{F}(t),\end{aligned}}}
其中{\displaystyle \omega _{vco}^{\text{free}}}是VCO的自由運行頻率
（也就是{\displaystyle v_{F}(t)\equiv 0})，{\displaystyle K_{vco}}是VCO增益（靈敏度）、{\displaystyle \theta _{vco}(t)}是VCO相位。
最後，CP-PLL連續時間非線性數學模型如下
{\displaystyle {\begin{aligned}{\dot {v}}_{c}(t)={\tfrac {1}{C}}i(t),\quad {\dot {\theta }}_{vco}(t)=\omega _{vco}^{\text{free}}+K_{vco}(Ri(t)+v_{c}(t))\end{aligned}}}
其中有以下的不連續分段常數非線性
{\displaystyle i(t)=i{\big (}i(t-),\theta _{ref}(t),\theta _{vco}(t){\big )}}
初始條件為{\displaystyle {\big (}v_{c}(0),\theta _{vco}(0){\big )}}.
此模型是非線性、非自主式、不連續的開關系統。

### 二階CP-PLL的離散時間非線性模型

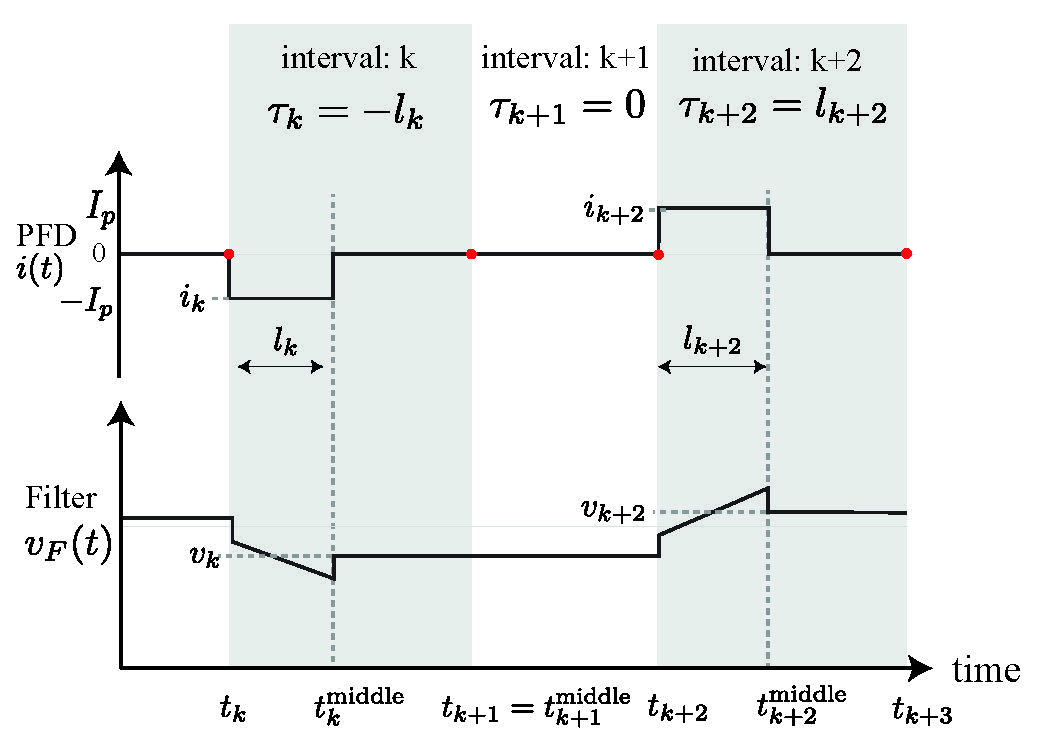
在時間區間內的PFD動態

假設參考信號頻率為常數:
{\displaystyle \theta _{ref}(t)=\omega _{ref}t={\frac {t}{T_{ref}}},}
其中{\displaystyle T_{ref}}、{\displaystyle \omega _{ref}}和{\displaystyle \theta _{ref}(t)}是參考資料的週期、頻率和相位。
令{\displaystyle t_{0}=0}，
這表示{\displaystyle t_{0}^{\rm {middle}}}是第一個PFD輸出為0的時間
（若{\displaystyle i(0)=0}，則{\displaystyle t_{0}^{\rm {middle}}=0}）
且{\displaystyle t_{1}}是VCO或參考信號的第一個下降緣。
其且，可以定義對應的遞減數列{\displaystyle \{t_{k}\}}、{\displaystyle \{t_{k}^{\rm {middle}}\}}，其中{\displaystyle k=0,1,2...}。
令{\displaystyle t_{k}<t_{k}^{\rm {middle}}}.
則在{\displaystyle t\in [t_{k},t_{k}^{\rm {middle}})}時，{\displaystyle {\text{sign}}(i(t))}是非零的常數（{\displaystyle \pm 1}）。
令{\displaystyle \tau _{k}}為PFD脈波寬度（PFD輸出為非零長度的時間區間）乘以PFD輸出的正負號： 
{\displaystyle \tau _{k}=(t_{k}^{\rm {middle}}-t_{k}){\text{sign}}(i(t))} for {\displaystyle t\in [t_{k},t_{k}^{\rm {middle}})}
{\displaystyle \tau _{k}=0} for {\displaystyle t_{k}=t_{k}^{\rm {middle}}}
若VCO的下降緣在參考信號的下降緣之前，則{\displaystyle \tau _{k}<0}，反之，可得{\displaystyle \tau _{k}>0}。{\displaystyle \tau _{k}}可以看出二個信號下降緣的先後順序。在{\displaystyle (t_{k}^{\rm {middle}},t_{k+1})}區間內，PFD輸出為零，PFD {\displaystyle i(t)\equiv 0}：
{\displaystyle v_{F}(t)\equiv v_{k}} for {\displaystyle t\in [t_{k}^{\rm {middle}},t_{k+1})}.
將{\displaystyle (\tau _{k},v_{k})}變成下式的變數變換
{\displaystyle p_{k}={\frac {\tau _{k}}{T_{\rm {ref}}}},u_{k}=T_{\rm {ref}}(\omega _{\rm {vco}}^{\text{free}}+K_{\rm {vco}}v_{k})-1,}
可以讓參數減至二個：
{\displaystyle \alpha =K_{\rm {vco}}I_{p}T_{\rm {ref}}R,\beta ={\frac {K_{\rm {vco}}I_{p}T_{\rm {ref}}^{2}}{2C}}.}
此處{\displaystyle p_{k}}是正規化的相位偏移，{\displaystyle u_{k}+1}是VCO頻率 {\displaystyle \omega _{\rm {vco}}^{\text{free}}+K_{\rm {vco}}v_{k}}相對於參考頻率{\displaystyle {\frac {1}{T_{\rm {ref}}}}}的比例。
最後，不考慮VCO過載的二階CP-PLL離散時間模型如下
{\displaystyle {\begin{aligned}&u_{k+1}=u_{k}+2\beta p_{k+1},\\&p_{k+1}={\begin{cases}{\frac {-(u_{k}+\alpha +1)+{\sqrt {(u_{k}+\alpha +1)^{2}-4\beta c_{k}}}}{2\beta }},\quad {\text{ for }}p_{k}\geq 0,\quad c_{k}\leq 0,\\{\frac {1}{u_{k}+1}}-1+(p_{k}{\text{ mod }}1),\quad {\text{ for }}p_{k}\geq 0,\quad c_{k}>0,\\l_{k}-1,\quad {\text{ for }}p_{k}<0,\quad l_{k}\leq 1,\\{\frac {-(u_{k}+\alpha +1)+{\sqrt {(u_{k}+\alpha +1)^{2}-4\beta d_{k}}}}{2\beta }},\quad {\text{ for }}p_{k}<0,\quad l_{k}>1,\end{cases}}\end{aligned}}}
其中
{\displaystyle {\begin{aligned}c_{k}=(1-(p_{k}{\text{ mod }}1))(u_{k}+1)-1,S_{l_{k}}=-(u_{k}-\alpha +1)p_{k}+\beta p_{k}^{2},l_{k}={\frac {1-(S_{l_{k}}{\text{ mod }}1)}{u_{k}+1}},d_{k}=(S_{l_{k}}{\text{ mod }}1)+u_{k}.\end{aligned}}}
此離散時間模型只在{\displaystyle (u_{k}=0,p_{k}=0)}有一個穩態，可以估計hold-in範圍和捕獲範圍。
若VCO過載，也就是{\displaystyle {\dot {\theta }}_{\rm {vco}}(t)}為零， 
或者是以下的式子  
{\displaystyle (p_{k}>0,u_{k}<2\beta p_{k}-1)}或
{\displaystyle (p_{k}<0,u_{k}<\alpha -1)}, 
則需要考慮額外的CP-PLL動態特性。
針對任何參數，只要VCO和參考信號的頻率差夠大，就會使VCO過載。
在實務上，需避免VCO的過載。

### 高階CP-PLL的非線性模型
高階CP-PLL非線性模型推導和超越方程有關，無法求得解析解，需要用近似的方式計算